# وع
وع یک شهرک در جیبوتی است که در منطقه عرتا واقع شده‌است.

## خصوصیات
وع ۳٬۱۶۷ نفر جمعیت دارد و ۴۵۵ متر بالاتر از سطح دریا واقع شده‌است.

## خواهرخوانده
شهرهای لامپدوزا الینوزا و Sant Francesc Xavier خواهرخوانده‌های وع هستند.